# Mattia Notari
Mattia Notari (Como, 20 maggio 1979) è un dirigente sportivo ed ex calciatore italiano, di ruolo difensore, responsabile del settore giovanile del Parma.

## Biografia
Anche il fratello Massimiliano Notari è stato un calciatore professionista.

## Carriera

### Calciatore
Muove calcisticamente i primi passi nelle giovanili della Polisportiva Libertas San Bartolomeo, squadra della omonima Parrocchia di Como dove è cresciuto anche Gigi Meroni.
A 12 anni passa nelle giovanili del Milan dove trascorre sei stagioni, laureandosi per due volte campione italiano vincendo lo scudetto Allievi nelle stagioni 1994-95 e 1995-96.
Nella stagione 1998-99, il Milan lo gira in prestito all'Atletico Catania, dove gioca 18 partite e inizia a fare parte della Nazionale di Serie C sotto la guida di Roberto Boninsegna.
Nell'estate del 1999 va in prestito al Novara, dove viene riscattato alla fine del primo anno di contratto. Vi rimane per altre due stagioni, totalizzando 57 presenze, play-out e play-off esclusi.
Nella stagione 2002-03 viene acquistato dal Mantova; l'anno successivo ne diviene capitano, ruolo che riveste per ben sette anni.
È uno dei protagonisti della cavalcata che in tre anni porta il Mantova dalla serie C2 fino alla finale play-off per la serie A, persa contro il Torino. Questa lunga e proficua militanza lo ha reso uno dei simboli della squadra biancorossa.
Nella prima giornata del campionato di Serie B 2007-2008, segna il suo primo e unico gol in carriera con un potente sinistro da fuori area, durante l'incontro Mantova-Ravenna, successivamente conclusosi 1-1.
A seguito del fallimento del Mantova si accasa al Lierse, squadra del massimo campionato belga.
Nel luglio del 2012 si trasferisce al Castiglione, società di Seconda Divisione, militante in Lega Pro. Dopo essere riuscito coi rossoblu a ottenere già a gennaio una salvezza anticipata, finisce la stagione con 32 presenze e miglior difesa del torneo.

### Dirigente
Durante l'estate dello stesso anno, l'amico Paolo Poggi lo coinvolge nel progetto Udinese Academy. Durante le tre stagioni in Friuli, Notari assume il ruolo dì coordinatore tecnico, curando lo sviluppo del settore giovanile udinese dai Piccoli Amici agli Allievi Nazionali e delle quasi 130 società italiane dilettantistiche a esso collegato.
Nell'estate del 2016 passa alla Juventus, occupandosi di scouting italiano ed estero per la fascia Under 15 - Under 20. 
Il 16 giugno 2022 viene ufficializzato il suo passaggio al Parma nel ruolo di responsabile del settore giovanile.

## Palmarès

### Club

#### Competizioni nazionali
- Serie C2: 1

Mantova: 2003-2004